# Laniellus
Laniellus es un género de aves paseriformes perteneciente a la familia Leiothrichidae. Sus dos miembros habitan únicamente en el sudeste asiático.

## Especies
Contiene las siguientes especies:
- Laniellus albonotatus - sibia moteada;
- Laniellus langbianis - sibia de Langbian.